# Perityle cinerea
Perityle cinerea là một loài thực vật có hoa trong họ Cúc. Loài này được (A.Gray) A.M.Powell mô tả khoa học đầu tiên năm 1968.